# Griet Van Vaerenbergh
Griet Van Vaerenbergh (22 maart 1982) is een Belgisch voormalig volleybalster.

## Levensloop
Van Varenbergh begon met volleyballen bij Pardaf Kruibeke. Op 17-jarige leeftijd maakte ze de overstap naar Avo Melsele. Vervolgens was ze twee seizoenen actief bij VDK Gent en daaropvolgend bij Asterix Kieldrecht. Met deze club werd ze tweemaal landskampioen (2008 en 2010) en won ze driemaal de Beker van België (2007, 2008 en 2010). Daarnaast won ze met Asterix tweemaal de Supercup (2006 en 2008) en was ze in 2010 finalist in de Challenge Cup. In 2010 zette ze een punt achter haar spelerscarrière.
Daarnaast was Van Damme actief bij de Belgische nationale ploeg. Met de Belgische equipe nam ze onder meer deel aan het Europese kampioenschappen van 2007 en 2009.
Van beroep is ze ergotherapeute. Ze is woonachtig te Bazel.